# 矢野義人
矢野 義人（やの よしと、本名同じ、1974年4月8日 - ）は、日本の俳優。オフィスジュニア所属。
三重県出身。身長168cm、体重55kg。血液型B型。趣味はギター・スノーボード・サーフィン・釣り・ツーリング。特技は水泳。

## 出演

### テレビドラマ
- 輪違屋糸里 〜 女たちの新撰組〜（2007年、TBS）
- 篤姫（2008年、NHK） - 道島五郎兵衛 役
- 日本史サスペンス劇場特別版「東大落城」（2010年、日本テレビ）
- 金曜プレステージ「所轄刑事8」（2013年、フジテレビ）
- 水曜ミステリー9「負け組法律事務所〜沈黙する証人〜」（2015年、テレビ東京）

### 映画
- ekiden 駅伝（2000年）
- 美悪の華（2001年）

### オリジナルビデオ
- 実録・若頭（2010年10月15日、GPミュージアム、監督:城島想一）
- 悪(ワル)と呼ばれた男（2011年5月20日）GPミュージアム　監督：片岡修二
- ハイエナ（2013年5月17日）株式会社オールイン エンタテインメント
- 獅子の復讐（2013年9月6日）株式会社オールイン エンタテインメント　監督：山本芳久

### 舞台
- 中日劇場 「晴れ姿、兄弟槍」
- 三越劇場 「たそがれ清兵衛」
- 中日劇場 「夢の架け橋」
- 中日劇場 「世直し僧 空蓮」
- 鳥羽一郎・香西かおり特別公演
- 明治座 「三平物語」
- 中日劇場 「大川わたり」
- 中日劇場 「デビュー15周年記念　水森かおり新春公演」
- 中日劇場 「最後の忠臣蔵」
- 六行会ホール 「柳生十兵衛」（2011年1月26日-29日） - 柳生宗冬 役
- 池袋シアターグリーン 「シコんでいこう」（2011年3月） - 笹島陽治 役
- 明治座「黒蜥蜴」
- 中日劇場　「山川豊・香西かおり特別公演」「夕べの幽霊、今朝の女房」  - 錦戸孝一役
- 萬劇場「カタチを変えたい人々…」
- ホテル マジェスティック ～戦場カメラマン澤田教一 その人生と愛～』

### CM
- 洋服の青山